# Ville magique
Pour plus de détails, voir Fiche technique et Distribution.
Ville magique (Μαγική πόλις (Magikí Pólis)) est un film grec néoréaliste réalisé par Níkos Koúndouros et sorti en 1954.
Le tournage avait commencé en 1952.
Sélectionné pour la Mostra de Venise, la censure ne l'autorisa pas à représenter officiellement la Grèce.
Le film est un témoignage des intenses transformations urbaines d'Athènes au début des années 1950 : destruction des vieux immeubles et avec eux de quartiers entiers ; des transformations sociales aussi : les vieilles maisons sont hypothéquées pour acheter une voiture symbole d'ascension sociale.

## Synopsis
Dans le quartier pauvre des réfugiés de la catastrophe d'Asie mineure au Pirée, un jeune camionneur a des difficultés à rembourser l'emprunt contracté pour acheter son camion et a peur de se le faire saisir. Il arrive aussi difficilement à nourrir sa famille. Un truand, installé avec sa bande dans une salle de billard du centre-ville, la Magic City où règne la musique américaine, lui propose de transporter de la marchandise de contrebande et de la drogue. Un moment tenté, il finit par refuser. Le quartier se cotise pour sauver le camion et la famille.

## Fiche technique
- Titre : Ville magique
- Titre original : Μαγική πόλις (Magikí Pólis)
- Réalisation : Níkos Koúndouros
- Scénario : Marguerite Liberaki
- Production : AKEP, D. Skalotheou
- Directeur de la photographie : Kostas Theodoridis
- Montage : Yorgos Tsaoulis
- Musique : Mános Hadjidákis
- Pays d'origine : Grèce
- Genre : néoréalisme
- Durée : 80 minutes
- Date de sortie : 1954

## Acteurs
- Giorgos Fountas
- Stefanos Stratigos (en)
- Thanássis Véngos
- Manos Katrakis
- Vassílis Avlonítis